# Дебеломуцунеста игла
Дебеломуцунестата игла (Syngnathus variegatus) е риба от семейство иглови (Syngnathidae).

## Разпространение
Обитава крайбрежни води до 30 – 40 m дълбочина, но през зимата мигрира на места до 70 m дълбочина.

## Описание
Максималната ѝ дължина достига 35 cm, а теглото ѝ варира от 7 до 15 g.